# Stockholms katolska stift

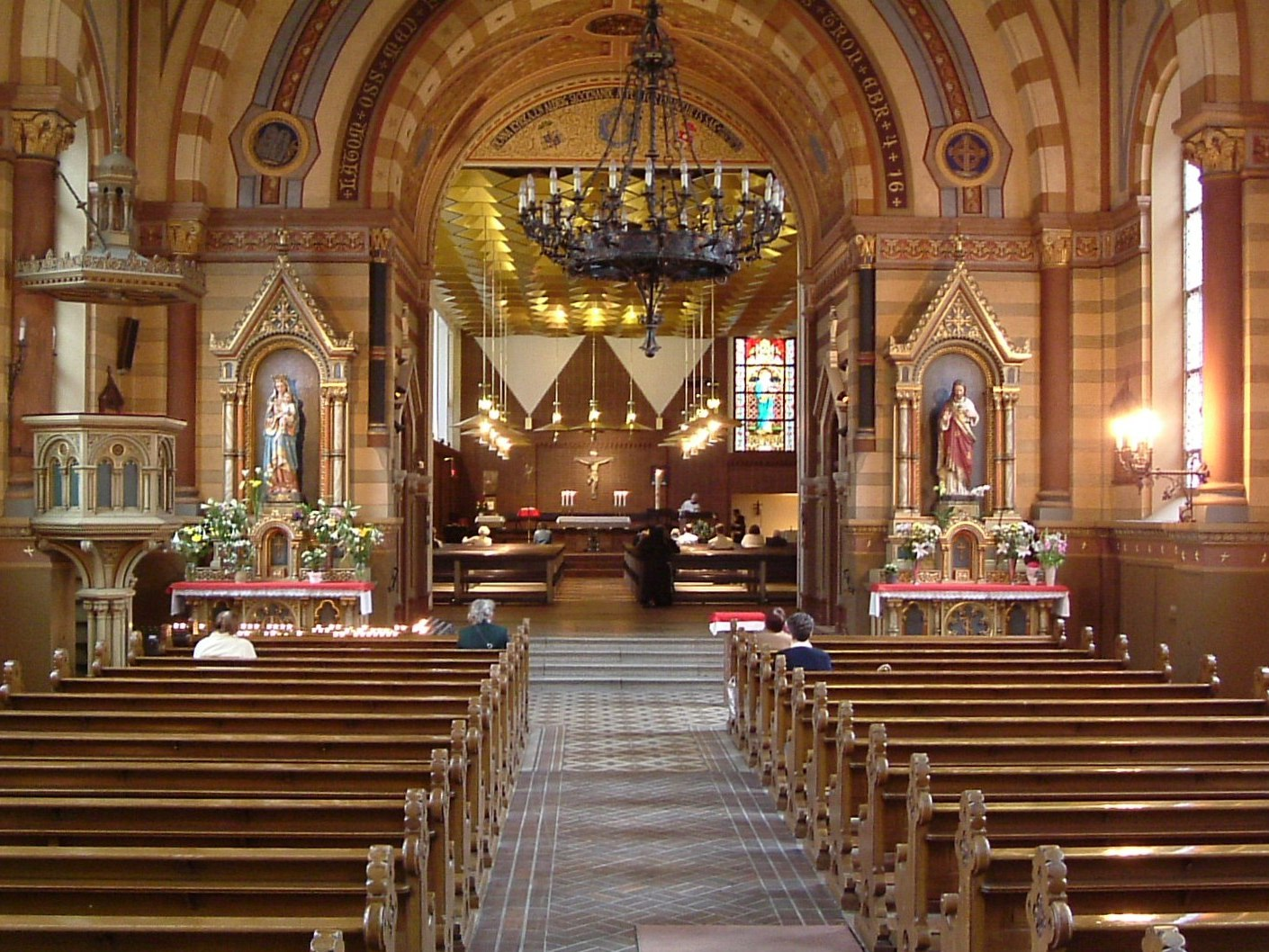
Interiören i Sankt Eriks katolska domkyrka.

Stockholms katolska stift är den romersk-katolska kyrkans enda stift i Sverige, inrättat 29 juni 1953. Eftersom det täcker hela landet är det i nutid i praktiken synonymt med katolska kyrkan i Sverige.
Biskop för stiftet och därmed för katolska kyrkan i Sverige är kardinal Anders Arborelius, O.C.D., sedan 1998. Han tillhör Nordiska biskopskonferensen, som är ett samarbetsorgan för de romersk-katolska biskoparna i Norden.
Stiftets domkyrka, Sankt Eriks katolska domkyrka, är belägen på Folkungagatan 46 på Södermalm i Stockholm. Den invigdes 1892 av biskop Albert Bitter, apostolisk vikarie för dåvarande Apostoliska vikariatet i Sverige, och på nytt 1983 efter tillbyggnad efter ritningar av arkitekt Hans Westman. Domkyrkan tillhör Sankt Eriks katolska församling.
2018 omfattade stiftet 121 274 registrerade medlemmar, med inofficiella beräkningar omkring cirka 150 000 katoliker i Sverige.

## Organisation
Katolska stift uppdelas i territoriella församlingar och i särskilda (icke-territoriella) områden för själavård, till exempel särskilda missioner beroende på språk (till exempel polska missionen), östliga riter eller annat av kyrkorätten erkänt område (icke-territoriell själavård vid skolor, sjukhus, fängelser, ungdomssjälavård m.m.). Ett stift styrs av stiftsbiskopen, vilken bistås av bland annat biskopsämbetet till vilket är knutna generalvikarien, stiftets kansler och stiftets official (sakkunnige i kyrkorätt). I varje församling finns en kyrkoherde, som där utgör biskopens ställföreträdare och också utnämns av honom.
Stockholms katolska stift, grundat 1953, som omfattar hela Sverige, har över 100 000 medlemmar och är därmed en av Sveriges största kyrkor. År 1998 fick katolikerna i Sverige sin förste svenskfödde biskop, Anders Arborelius, sedan reformationen. Stiftets katedral är Sankt Eriks katolska domkyrka, belägen på Södermalm i Stockholm. Katolska domkyrkoförsamlingen i Stockholm har drygt 8 500 medlemmar.
Svenska blivande katolska präster utbildas vid Sankt Sigfrids prästseminarium i Uppsala och de akademiska studierna sker vid Newmaninstitutet. En del av studierna fullgörs vid något av de påvliga universiteten i Rom. Utbildningen tar normalt totalt sju år och omfattar studier i filosofi och teologi, praktiskt pastoralt arbete samt andlig och liturgisk formering.
1934 grundades stiftets officiella ungdomsorganisation, Sveriges Unga Katoliker (SUK).
Sedan andra halvan av 1900-har invandringen av katolska trosbekännare ökat kraftigt. Under de senaste åren har antalet människor i Sverige som valt att konvertera till katolska kyrkan ökat.
Katolska domkyrkoförsamlingen har än idag olika lokaler i den Paulis malmgård på Södermalm, vars fastighet köptes 1857. Vidare öppnade en katolsk skola på vid Nytorget på Södermalm 1795. 1859 kunde skolan flytta in i Malmgården. Först 1967 tog man andra lokaler i anspråk, i Gamla Enskede.
Generalvikarie är (hösten 2013) i Stockholms katolska stift p. Pascal René Lung OP. Stiftskanslern heter msgr Stjepan Biletic. Msgr Furio Cesare är stiftets official.

### Katolska församlingar
Det finns 44 katolska församlingar i Sverige. 
- Sankt Eriks katolska domkyrkoförsamling, Stockholm (Söder)
- Sankta Eugenia katolska församling, Stockholm (Kungsträdgården)
- Marie Bebådelse församling, Stockholm (Central)
- Kristus konungens församling, Göteborg (innerstaden)
- Sankta Maria Magdalenas katolska församling, Göteborg (Hisingen)
- Sankt Paulus av Korsets katolska församling, Göteborg (Angered)
- Vår Frälsares katolska församling, Malmö (innerstaden)
- Sankta Maria i Rosengård katolska församling, Malmö (Rosengård)
- Sankt Thomas av Aquino katolska församling, Lund
- Sankt Clemens katolska församling, Helsingborg
- Sankt Andreas katolska församling, Kristianstad-Hässleholm
- Johannes Döparens katolska församling, Landskrona
- S:t Nikolai församling, Ystad
- Heliga korsets församling, Eskilstuna
- Sankt Franciskus av Assisi katolska församling, Märsta
- Vår Frus församling, Täby
- Heliga Trefaldighets Katolska församling, Järfälla
- Sankt Botvids katolska församling, Fittja
- Sankt Ansgars katolska församling, Södertälje
- Heliga Familjens församling, Haninge
- S:t Konrads församling, Nacka
- S:t Lars församling, Uppsala
- Vår Frus församling, Västerås
- S:t Eskils församling, Örebro
- S:ta Anna församling, Nyköping
- S:ta Birgitta församling, Norrköping
- Sankt Franciskus katolska församling, Jönköping
- Sankt Nikolai katolska församling, Linköping
- Sankta Maria katolska församling, Halmstad-Oskarström
- Sankt Mikaels katolska församling, Växjö
- Marie födelses katolska församling, Värnamo
- Vår Fru av Fatimas församling, Karlskrona
- S:t Kristoffers församling, Kalmar
- S:t Petri församling,Trollhättan
- S:t Sigfrids församling, Borås
- Skaraborgs katolska församling, Skövde
- Sankt Pauli katolska församling, Gävle
- S:ta Katarina församling, Falun
- Vår Fru av Rosenkransens församling, Karlstad
- S:t Görans församling, Karlskoga
- Sankt Olofs katolska församling, Sundsvall
- Kristi moders församling, Umeå
- Sankt Josef Arbetarens katolska församling, Luleå
- Kristi Lekamens katolska församling, Visby

## Medlemmar
| Registrerade medlemmar i Stockholms katolska stift | Registrerade medlemmar i Stockholms katolska stift |
| År                                                 | Medlemmar                                          |
| -------------------------------------------------- | -------------------------------------------------- |
| 2003                                               | 80 037                                             |
| 2004                                               | 81 259                                             |
| 2005                                               | 81 814                                             |
| 2006                                               | 83 987                                             |
| 2007                                               | 86 785                                             |
| 2008                                               | 89 959                                             |
| 2009                                               | 93 645                                             |
| 2010                                               | 96 950                                             |
| 2011                                               | 100 867                                            |
| 2012                                               | 103 509                                            |
| 2013                                               | 106 837                                            |
| 2014                                               | 109 967                                            |
| 2015                                               | 113 053                                            |
| 2016                                               | 116 031                                            |
| 2017                                               | 119 001                                            |
| 2018                                               | 121 274                                            |
| 2019                                               | 123 930                                            |
| 2020                                               | 125 287                                            |
| 2021                                               | 126 286                                            |
| 2022                                               | 128 252                                            |
| 2023                                               | 129 526                                            |

## Historik
Med Gustav III:s toleransedikt 1781 blev det plötsligt möjligt för i Sverige bosatta utländska katoliker (ofta i kronans tjänst) att utöva sin religion. Sedan 1873 har det varit tillåtet även för svenska medborgare att tillhöra katolska kyrkan utan att riskera utvisning. De medborgerliga rättigheterna var dock inskränkta. De sista diskriminerande lagarna togs bort 1951; fram till dess var det förbjudet för katoliker att utbilda sig och arbeta som till exempel riksdagsledamot, lärare, läkare eller sjuksköterska.
Den 29 juni 1953 upphöjde Pius XII Sverige till eget stift. Sverige betraktades inte längre som renodlat missionsområde och kunde få en självständigare ställning. Samma år fick S:t Eriks kyrka rang av domkyrka (katedral).
Stockholms katolska stifts förste stiftsbiskop blev Johannes Evangelista Erik Müller, född i Bayern och sedan många år apostolisk vikarie för Sverige. Biskop Müller efterträddes av biskop Ansgar Nelson, som var benediktinmunk. Dennes efterträdare blev biskop John Taylor (oblatpater) som i sin tur följdes av Hubertus Brandenburg. I Sverige har även hjälpbiskop William Kenney (passionist) varit verksam. Han är i dag hjälpbiskop i Birmingham, Storbritannien.
Stiftet visiterades 1989 av påve Johannes Paulus II och 2016 av påve Franciskus.

## Liturgiska riter
I Stockholms katolska stift finns flera liturgiska riter representerade. Vanligast är den romerska riten, vilken firas i sina bägge former: den nyare formen (Paulus VI) och den äldre formen (usus antiquior) av den romerska riten (se Summorum Pontificum). Fram till 1972 respektive 1968 förekom även karmelitisk rit och dominikansk rit. Som en följd av invandring från framför allt Mellanöstern återfinns idag en rad orientaliska eller östkristna riter: den maronitiska riten, den syriska riten, den melkitiska riten, den kaldeiska riten och den armeniska riten.

## Religiösa ordnar
I stiftet är flera religiösa ordnar och prästinstitut verksamma: karmelitfäder, dominikaner, franciskaner (såväl minoriter och kapuciner som reguljär tredjeorden), jesuiter, passionister, oblatfäder, salesianer och Kristkonungens institut; benediktinsystrar, karmelitsystrar, birgittinsystrar, serafimsystrar, dominikansystrar (reguljär tredjeorden), moder Teresas systrar, Jesu små systrar m.fl. Härtill kommer prästerna knutna till Opus Deis prästerliga gren.
Ordensfolket är antingen verksamt i till exempel församlingar och i skolor (aktiva ordnar) eller kontemplativt och ägnar sig då främst åt bön.
Biskop Anders Arborelius är även Malteserriddarordens högste kaplan i Sverige.

## Organisationer med anknytning till stiftet
Inom Stockholms katolska stift är barn och ungdomar organiserade i Riksförbundet Sveriges unga katoliker (SUK), under beskydd av stiftets biskop. Stockholms katolska stift stöder utgivningen av den rikstäckande tidskriften Katolskt magasin (tidigare Hemmet och helgedomen), om än tidningen formellt sett inte lyder under stiftet. Informellt knuten till stiftet är även tidskriften Signum (tidigare Credo), i vars redaktion jesuiter ingår.
I stiftet finns det tre katolska grundskolor; Sankt Eriks katolska skola (Enskede, Stockholm), Katolska skolan av Notre Dame (Göteborg) och Sankt Thomas skola (Lund). Det finns även tre katolska folkhögskolor; St:a Maria Folkhögskola i Malmö, St:a Birgittas Folkhögskola i Stockholm och St:a Elisabets Folkhögskola i Göteborg. I Uppsala driver jesuiterna högskolan Newmaninstitutet, som även har lokaler i Stockholm.
Biståndsverksamhet bedrivs genom Caritas Sverige.

## Ett urval av stiftets kyrkor

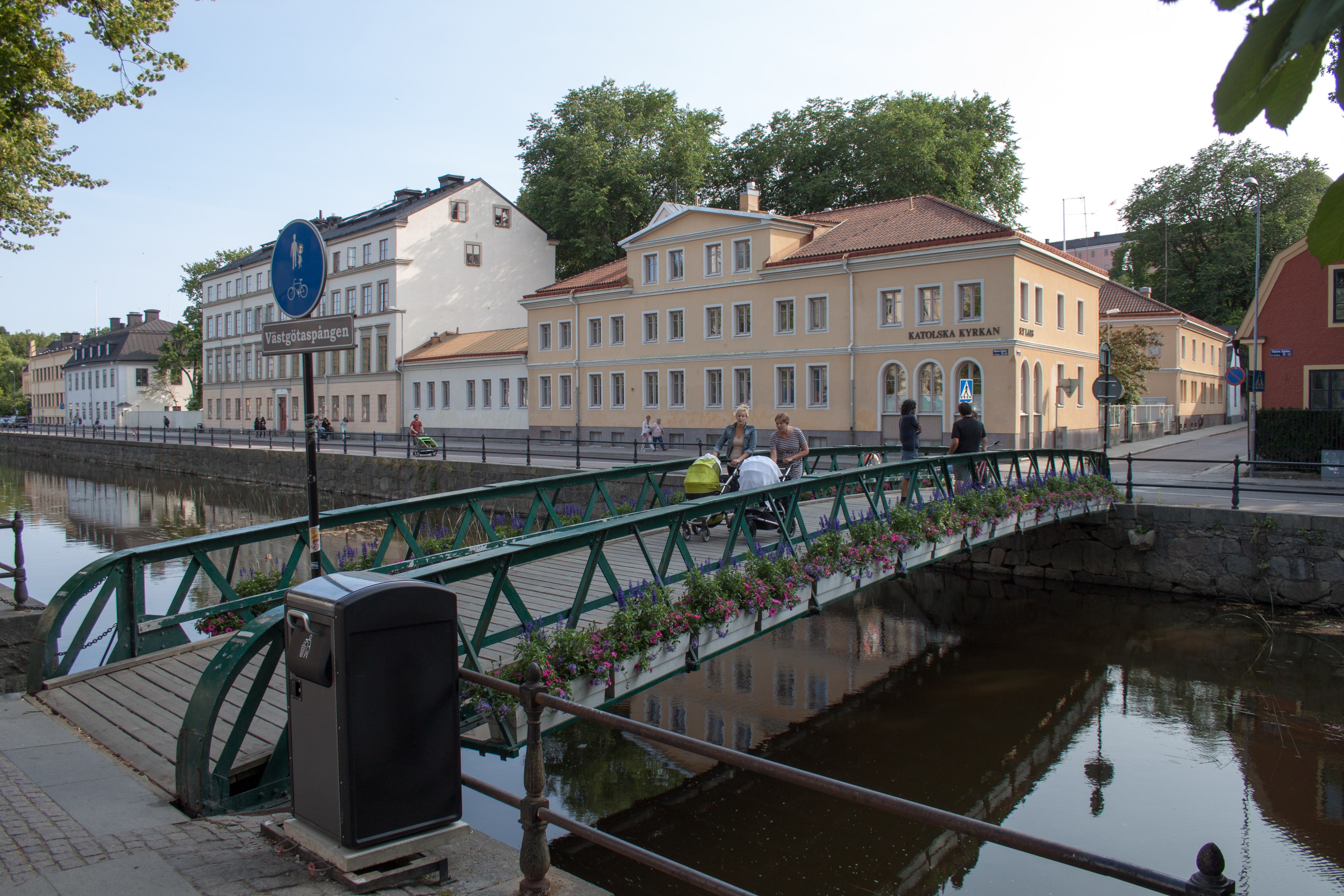
Sankt Lars katolska kyrka i Uppsala.
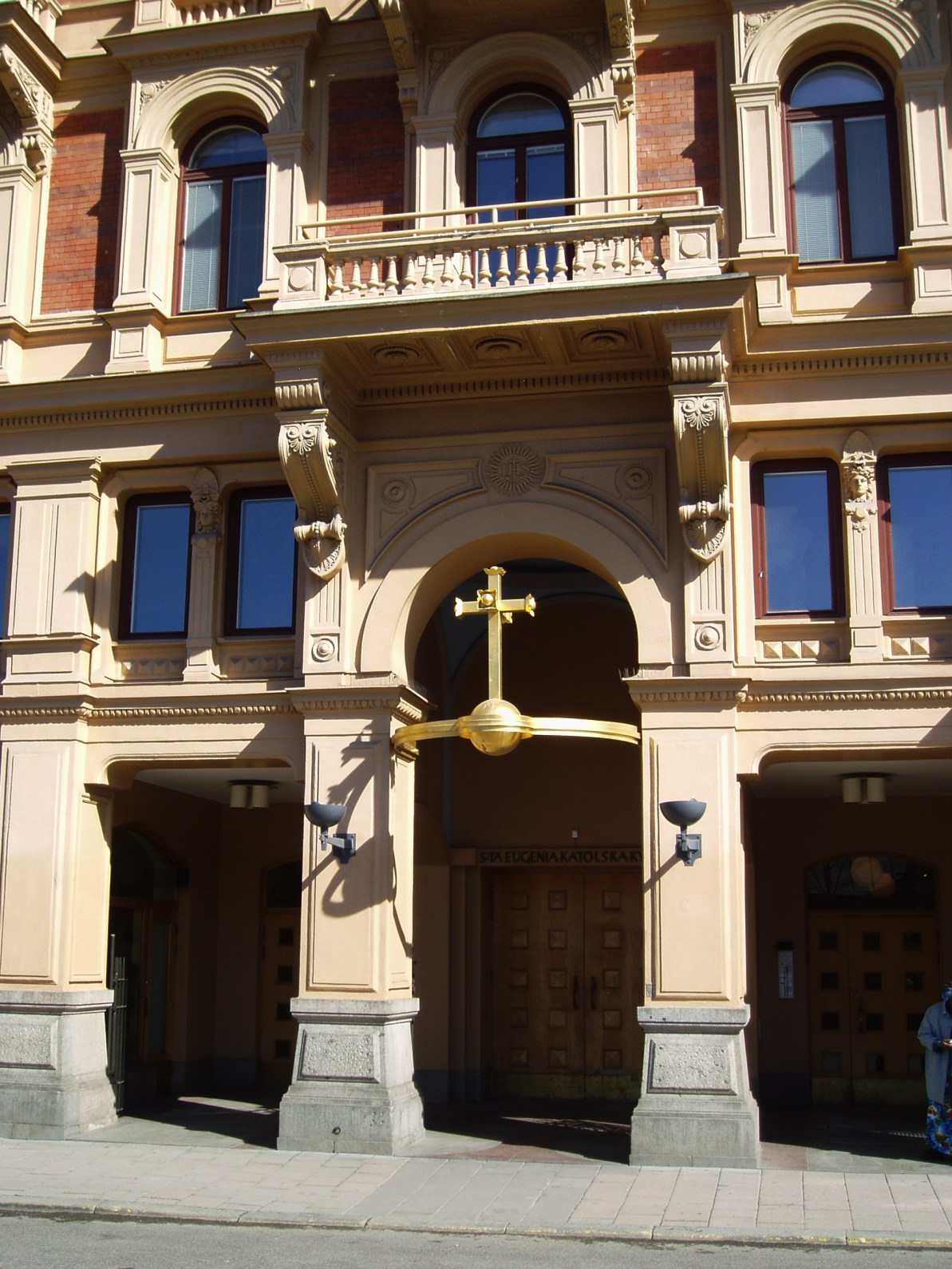
Sankta Eugenia katolska kyrka i Stockholm.
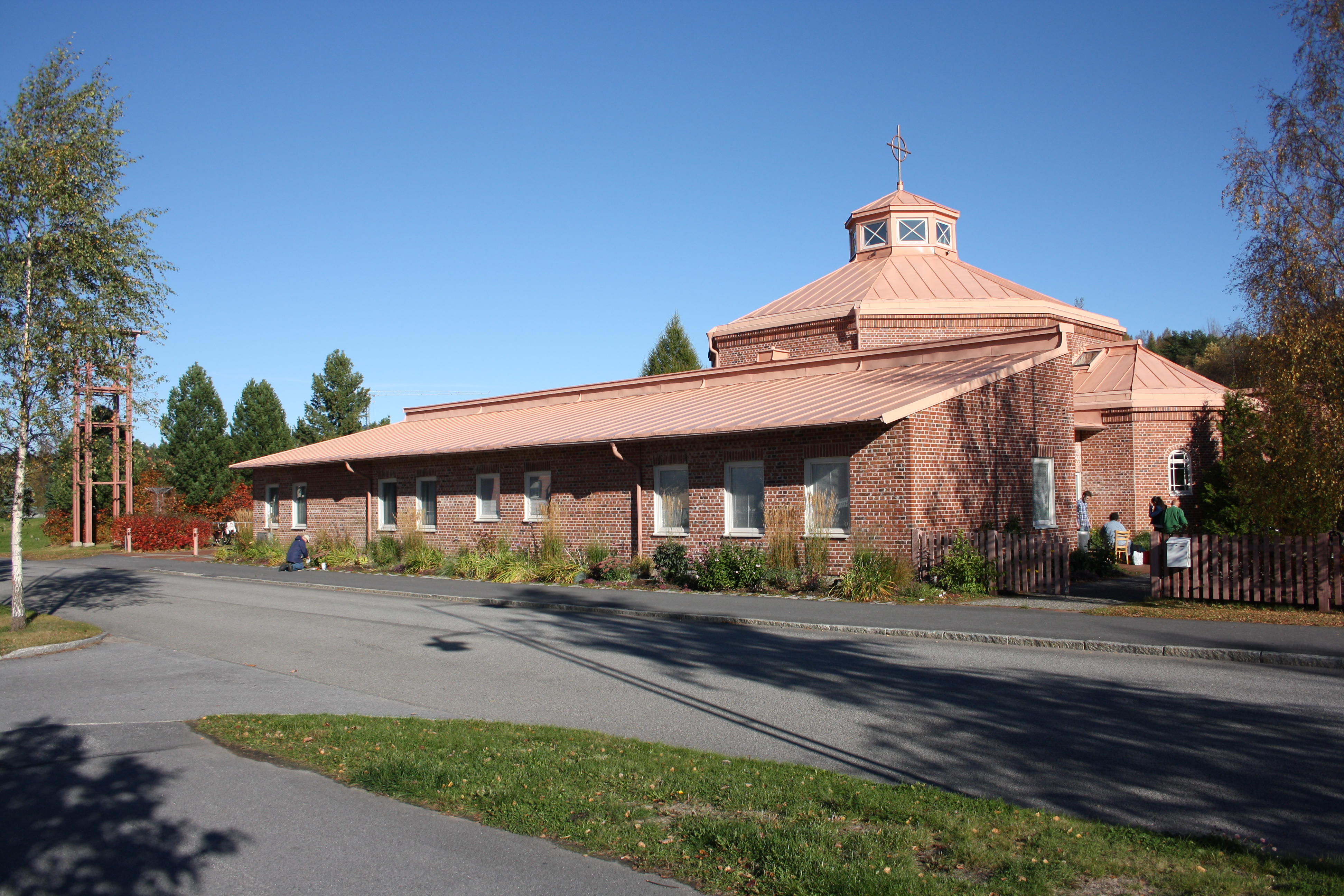
Kristi moders katolska kyrka i Umeå.
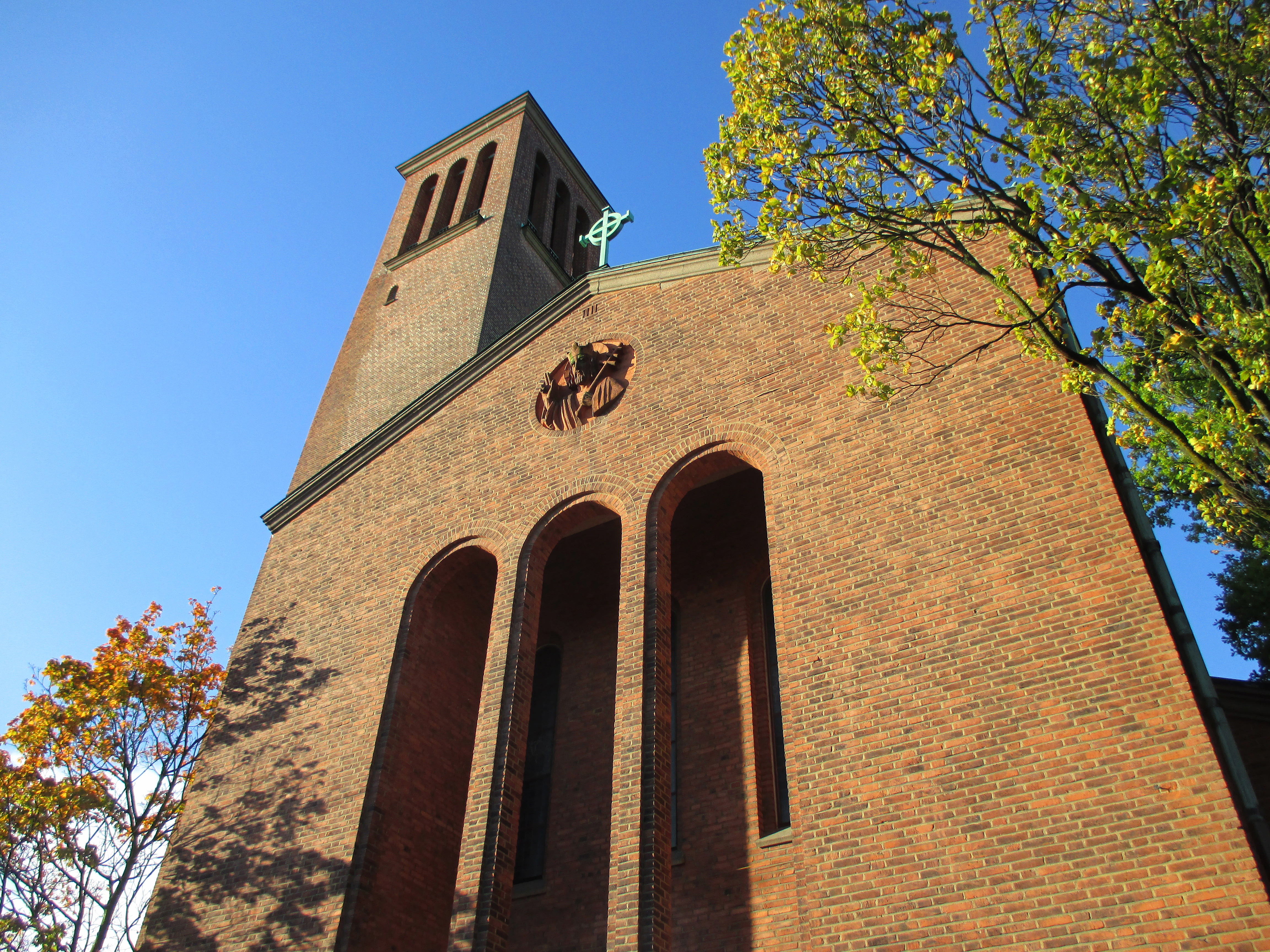
Kristus Konungens katolska kyrka i Göteborg.
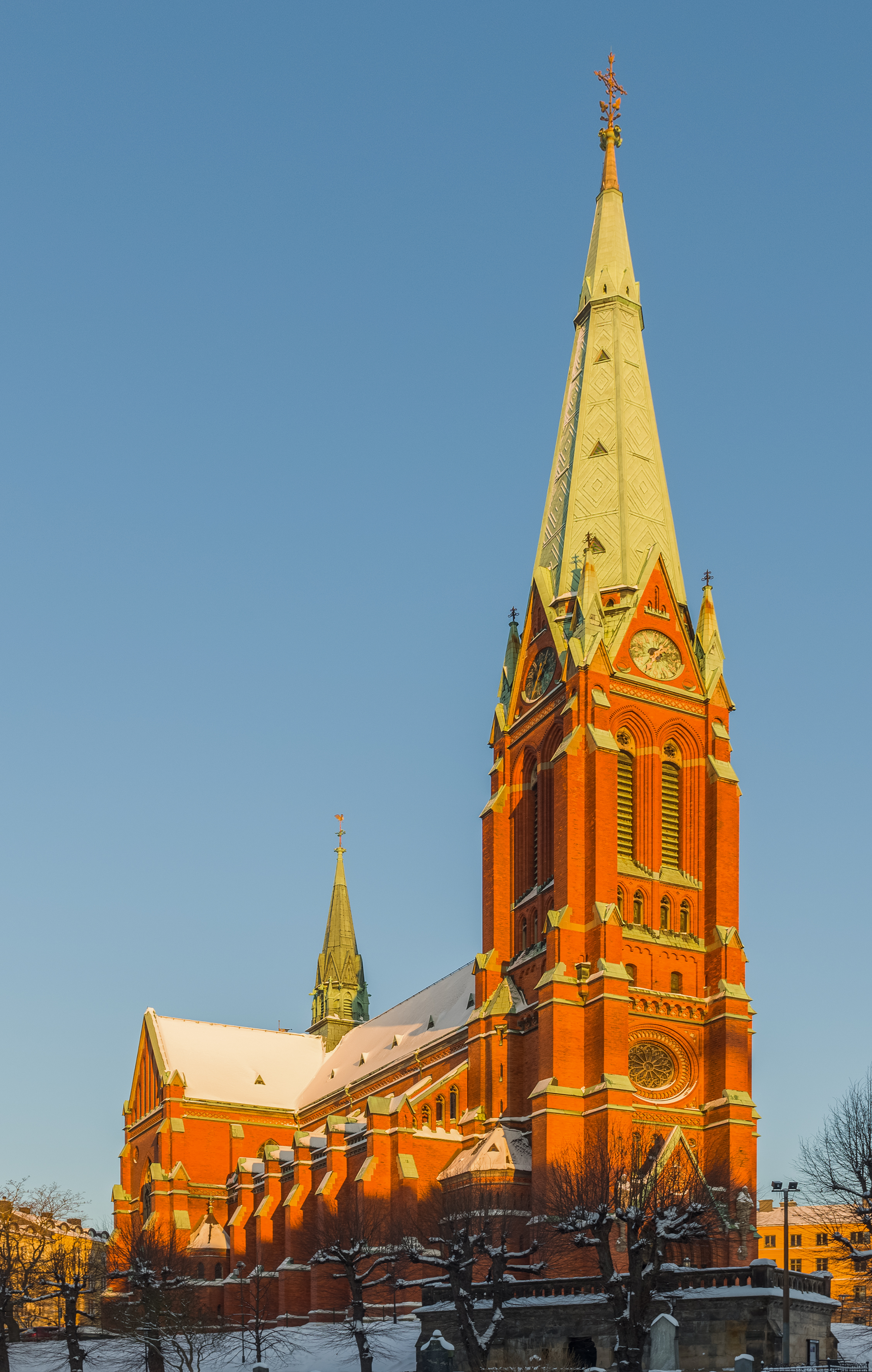
Sankt Johannes kyrka i Stockholm, som kommer att övertas av stiftet 2025.

## Läs mer
- Listor över svenska biskopar
- Lista över katolska biskopar i Sverige efter reformationen
- Katolska församlingar i Sverige

## Fördjupningslitteratur
- Stockholms katolska stift 50 år. Red. Hans Hellström. Stockholm: Veritas 2003. ISBN 91-89684-14-1